# Yellow Cab Company
 (avril 2025).
Si vous disposez d'ouvrages ou d'articles de référence ou si vous connaissez des sites web de qualité traitant du thème abordé ici, merci de compléter l'article en donnant les références utiles à sa vérifiabilité et en les liant à la section « Notes et références ».

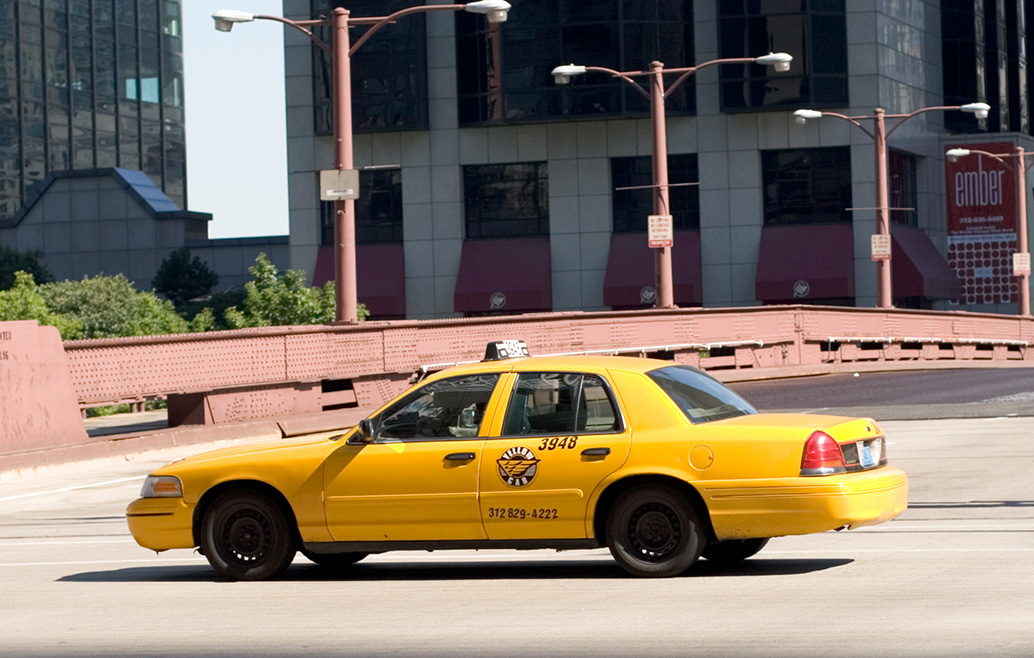
Un taxi à Chicago.

La Yellow Cab Company est l'une des plus grandes compagnies de taxi de Chicago, dans l'État de l'Illinois, fondée en 1907 par John Daniel Hertz. Son siège social se situe dans le centre-ville de Chicago. En 1920, l'entreprise Yellow Cab Manufacturing Company est fondée pour construire des taxis. En 1925, il la revend à General Motors
Selon une légende urbaine, Hertz fait le choix du jaune pour ses taxis à la suite de la lecture d'une étude de l'université de Chicago, avançant que cette couleur serait la plus visible de loin en milieu urbain. En effet, aucun historien n'a retrouvé la trace de cette étude. Le développement de cette couleur viendrait plutôt du succès de la compagnie de taxi de Hertz, qui s'est rapidement étendue sur le territoire américain, de Minneapolis à New York. Une loi votée en 1967 imposera à tous les medallion taxis (nom donné aux taxis agréés) une carrosserie de couleur jaune,.
Des sociétés indépendantes utilisent le nom de « Yellow Cab » et opèrent dans de nombreuses villes (comme New York ou Barcelone) et dans un certain nombre de pays, notamment aux États-Unis, au Canada, en Australie, et dans certains pays d'Afrique et d'Asie. Beaucoup d'entreprises fonctionnent avec des pilotes comme entrepreneurs indépendants. Dans certaines villes, ils sont exploités comme des coopératives détenues par leurs conducteurs.
Pour les entreprises connexes, mentionnons la Société Hertz, la Yellow Roadway et la Chicago Motor Coach Company, qui a été acquise par la Chicago Transit Authority (CTA), qui est l'organisme chargé de la gestion des transports en commun dans la ville de Chicago et sa proche banlieue.